# Baby Be Mine
«Baby Be Mine» (en inglés: Nena, Sé Mia), es una canción del cantante y bailarín estadounidense Michael Jackson, publicado el 30 de noviembre de 1982. Es la segunda canción del álbum Thriller. Es junto The Lady in My Life, las únicas dos canciones del álbum en no ser sencillos. También es una de las dos canciones del álbum Thriller en ser de género post-disco. Fue producida por Quincy Jones y escrita por Rod Temperton, qué ya había colaborado con Michael para Rock with You, Off The Wall y Burn This Disco Out, para el álbum Off the Wall, de 1979. También escribió posteriormente Thriller y The Girl Is Mine, para el álbum en el cual salió la canción. Ésta es una de las pocas canciones de Michael que nunca cantó en vivo. 

## Historia
Baby Be Mine fue escrita por Rod Temperton en 1982 y fue pensada como una secuela lógica de su Rock With You (lanzado como segundo sencillo del álbum Off the Wall) y decidió proponer la canción, junto con otra escrita por él, The Lady In My Life, a Jackson, que eligió este último, pero en lugar de Baby Be Mine la estrella del pop prefirió inicialmente incluir Hot Street (este último escrito por Temperton y Jackson); el cantante grabó Hot Street (todavía inédito, aunque se filtró en Internet) y decidió incluir este último en su álbum Thriller. Pero, después de grabar también Baby Be Mine, Quincy Jones lo convenció de que esto último era más apropiado y le dijo a Jackson que la letra de Hot Street, que trataba sobre un hombre que liga con una prostituta, no se adaptaba a su imagen puritana. En 1993, durante un interrogatorio en México para responder a una acusación de plagio, Michael Jackson declaró que todavía adoraba Hot Street y que lamentaba no haberlo incluido en Thriller. Baby Be Mine sigue siendo una de las canciones de Jackson más queridas por sus fans. No está presente en ninguna de las colecciones del cantante. 

### Demos
Se filtraron tres demo: La primera demo de Baby Be Mine se filtró online en 2008; la segunda en 2010. La canción recibió un éxito de crítica, especialmente en Estados Unidos y Reino Unido. La tercera se filtró en 2022, para la salida de Thriller 40, en el tercer disco.

## Créditos
- Escrita por Rod Temperton;
- Teclados, sintetizador: Greg Phillinganes;
- Sintetizador: Michael Boddicker y David Paich;
- Programación de sintetizadores: Steve Porcaro, Brian Banks y Anthony Marinelli;
- Guitarra: David Williams;
- Tambores:Ndugu Chancler;
- Trompeta, Fliscorno: Jerry Hey, Gary Grant;
- Saxofón, flauta: Larry Williams;
- Trombón, Arreglo Vocal: Bill Reichenbach Jr.;
- Ritmo y Sintetizador: Rod Temperton;
- Arreglo de cuerno: Jerry Hey.